# Quévy
Quévy (valonă Kévi) este o comună francofonă din regiunea Valonia din Belgia. Comuna Quévy este formată din localitățile Asquillies, Aulnois, Blaregnies, Bougnies, Genly, Givry, Gœgnies-Chaussée, Havay, Quévy-le-Grand și Quévy-le-Petit. Suprafața sa totală este de 65,16 km². La 1 ianuarie 2008 avea o populație totală de 7.734 locuitori. 
Comuna Quévy se învecinează cu comunele belgiene Estinnes, Frameries și Mons și cu departamentul francez Nord.